# Olympische Sommerspiele 1932/Leichtathletik – 3000 m Hindernis (Männer)

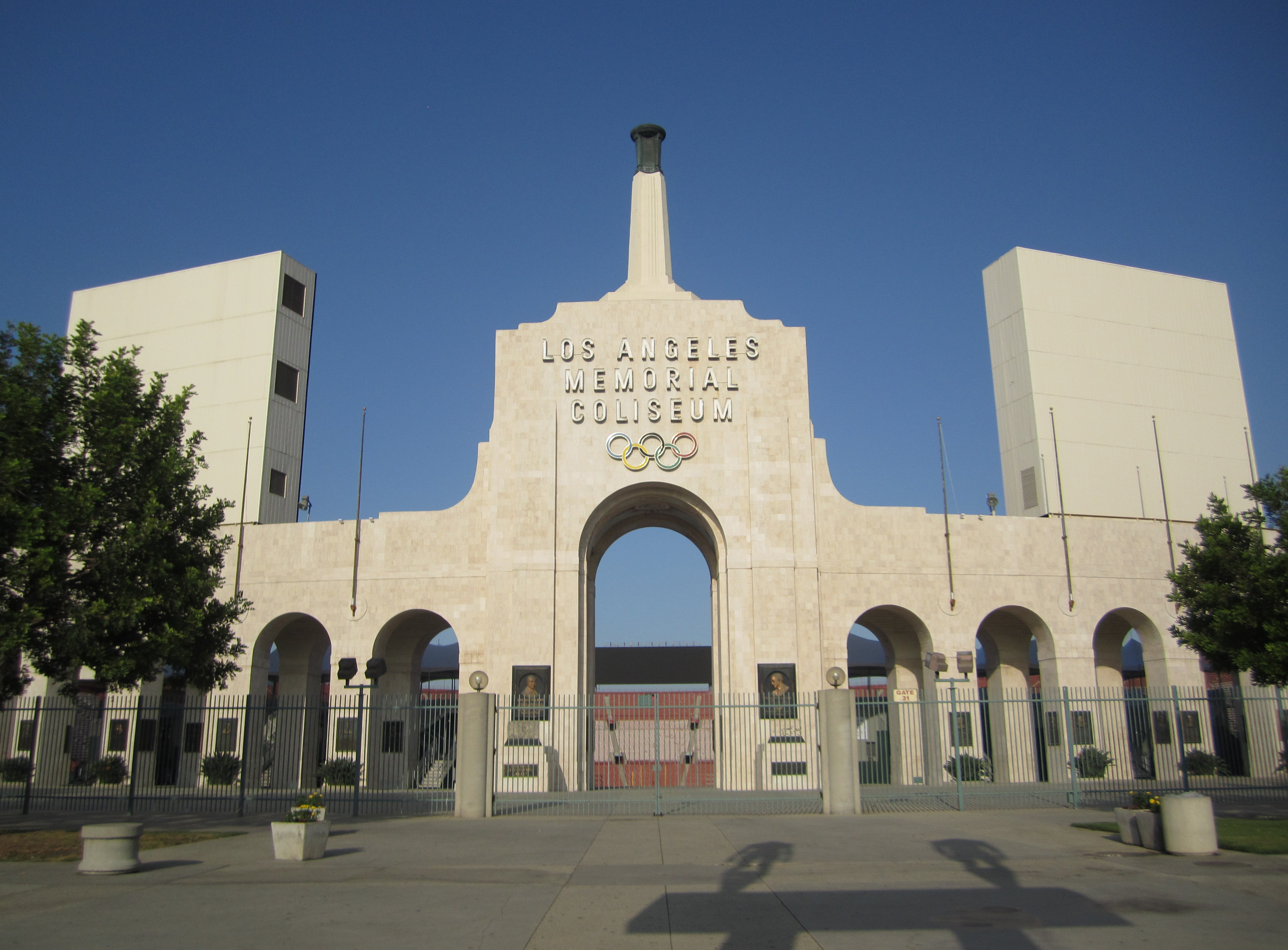
Eingang zum Los Angeles Memorial Coliseum

Der 3000-Meter-Hindernislauf der Männer bei den Olympischen Spielen 1932 in Los Angeles wurde am 1. und 6. August 1932 im Los Angeles Memorial Coliseum ausgetragen. Fünfzehn Athleten nahmen teil.
Olympiasieger wurde der Finne Volmari Iso-Hollo vor dem Briten Tom Evenson und dem US-Amerikaner Joe McCluskey.

## Rekorde / Bestleistungen
Weltrekorde wurden auf dieser Strecke damals nicht geführt, da es noch keine standardisierten Regeln für die Aufstellung der Hindernisse gab.

### Bestehende Rekorde / Bestleistungen
| Weltbestleistung   | 9:08,4 min | George Lemond ( USA)      | Cambridge, USA                   | 18. Juni 1932  |
| Olympischer Rekord | 9:21,8 min | Toivo Loukola ( Finnland) | Finale OS Amsterdam, Niederlande | 4. August 1928 |

### Rekordverbesserung
Der bestehende olympische Rekord wurde zweimal verbessert:
- 9:18,8 min – Tom Evenson (Großbritannien), erster Vorlauf am 1. August
- 9:14,6 min – Volmari Iso-Hollo (Finnland), zweier Vorlauf am 1. August

Im Finale ließen der Rundenzähler versehentlich eine Runde zu viel laufen, sodass hier kein Rekord möglich war. Die 3000-Meter-Durchgangszeit des Olympiasiegers Volmari Iso-Hollo betrug 9:08,4 min, musste jedoch inoffiziell bleiben.

## Durchführung des Wettbewerbs
Die Läufer traten am 1. August zu zwei Vorläufen an. Die jeweils fünf besten Läufer – hellblau unterlegt – qualifizierten sich für das Finale am 6. August.

## Vorläufe
Datum: 1. August 1932

### Vorlauf 1
| Platz | Name             | Nation             | Zeit       | Anmerkung |
| ----- | ---------------- | ------------------ | ---------- | --------- |
| 1     | Tom Evenson      | Großbritannien     | 9:18,8 min | OR        |
| 2     | Walter Pritchard | USA                | 9:19,2 min |           |
| 3     | Verner Toivonen  | Finnland           | 9:41,0 min |           |
| 4     | Giuseppe Lippi   | Königreich Italien | 9:42,0 min |           |
| 5     | Nello Bartolini  | Königreich Italien | 9:49,0 min |           |
| 6     | Roger Vigneron   | Frankreich         | 9:57,0 min |           |
| DNF   | Luis Oliva       | Argentinien        |            |           |

### Vorlauf 2
| Platz | Name              | Nation             | Zeit        | Anmerkung |
| ----- | ----------------- | ------------------ | ----------- | --------- |
| 1     | Volmari Iso-Hollo | Finnland           | 9:14,6 min  | OR        |
| 2     | Joe McCluskey     | USA                | 9:14,8 min  |           |
| 3     | Glen Dawson       | USA                | 9:15,0 min  |           |
| 4     | George Bailey     | Großbritannien     | 9:16,0 min  |           |
| 5     | Martti Matilainen | Finnland           | 9:43,0 min  |           |
| 6     | Alfredo Furia     | Königreich Italien | 10:11,0 min |           |
| DNF   | Harold Gallop     | Kanada             |             |           |
| DNF   | Sonny Murphy      | Irischer Freistaat |             |           |

## Finale

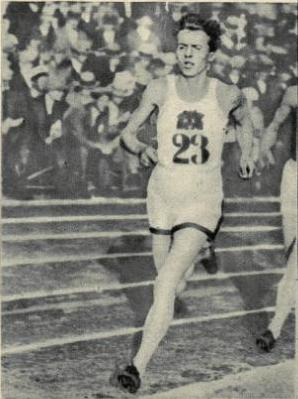
Volmari Iso-Hollo gewann überlegen die Goldmedaille
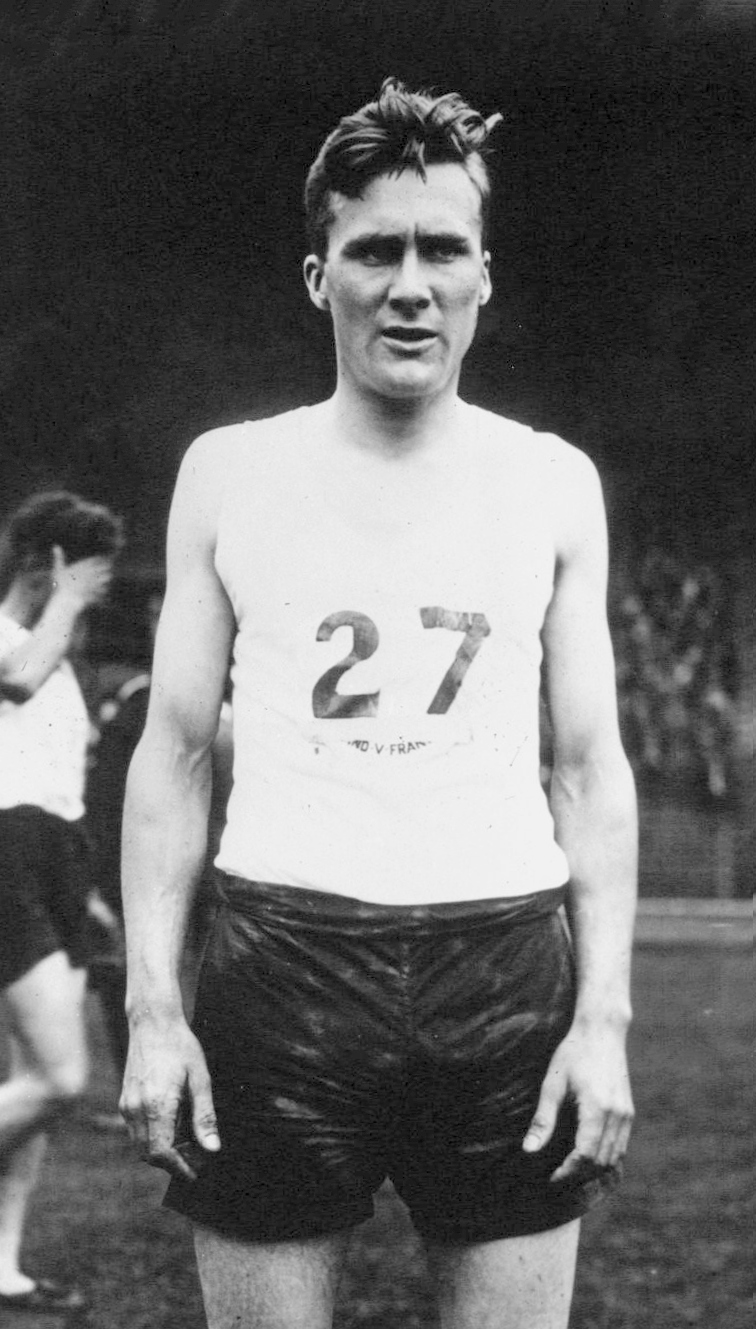
Tom Evenson stellte im ersten Vorlauf einen neuen olympischen Rekord auf und wurde im Finale Olympiazweiter

Datum: 6. August 1932
tatsächliche Streckenlänge 3460 Meter
| Platz | Name              | Nation             | Zeit        |
| ----- | ----------------- | ------------------ | ----------- |
| 1     | Volmari Iso-Hollo | Finnland           | 10:33,4 min |
| 2     | Tom Evenson       | Großbritannien     | 10:46,0 min |
| 3     | Joe McCluskey     | USA                | 10:46,2 min |
| 4     | Martti Matilainen | Finnland           | 10:52,4 min |
| 5     | George Bailey     | Großbritannien     | 10:53,2 min |
| 6     | Glen Dawson       | USA                | 10:58,0 min |
| 7     | Giuseppe Lippi    | Königreich Italien | 11:04,0 min |
| 8     | Walter Pritchard  | USA                | 11:04,5 min |
| 9     | Verner Toivonen   | Finnland           | 11:10,2 min |
| 10    | Nello Bartolini   | Königreich Italien | 11:29,0 min |

Im ersten Vorlauf verbesserte Tom Evenson den olympischen Rekord auf 9:18,8 min. Den zweiten Vorlauf gewann Volmari Iso-Hollo und verbesserte mit 9:14,6 min den Olympiarekord noch einmal um mehr als vier Sekunden. Mit Joe McCluskey, Glen Dawson sowie George Bailey blieben drei weitere Läufer unter der Marke von Evenson aus Vorlauf eins.
Im Finale setzte sich Iso-Hollo, der über 10.000 Meter sechs Tage zuvor die Silbermedaille gewonnen hatte, schon in der zweiten Runde an die Spitze und baute seine Führung stetig aus. Aufgrund eines Irrtums des Rundenzählers mussten die Läufer zusätzliche 460 Meter absolvieren. Iso-Hollo hatte die reguläre 3000-Meter-Marke in 9:08,4 min passiert. Auf der Zusatzrunde überholte Evenson McCluskey, der nach 3000 Metern noch auf dem Silberrang gelegen hatte. McCluskey wurde das Angebot eines Wiederholungsrennens gemacht, das er aber ausschlug.
Volmari Iso-Hollo errang den dritten finnischen Sieg in Folge auf dieser Distanz.